# Aura (satellite)

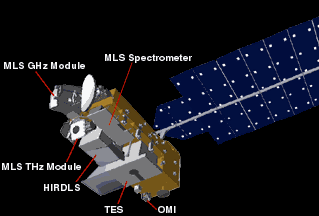
Aura (EOS CH-1)

Aura (EOS CH-1) è un satellite scientifico multinazionale della NASA, che orbita intorno alla terra per studiare l'ozonosfera, la qualità dell'aria ed il clima. È il terzo componente principale del Sistema di osservazione della Terra 
(EOS) dopo i satelliti Terra, lanciato nel 1999, ed Aqua,  lanciato nel 2002. Aura è il seguito del Satellite di ricerca sulla parte superiore dell'atmosfera (UARS), lanciato nel 1991 e dismesso nel 2005.
Il satellite è stato lanciato dalla base dell'aeronautica di Vandenberg il 15 luglio 2004 da un razzo-vettore Delta II 7920-10L.

## Caratteristiche
Le caratteristiche del satellite e della sua orbita sono le seguenti:
- massa: 1,765  kg
- lunghezza a riposo: 6.9 a;m
- lunghezza con il pannello solare (uno solo) esteso: 15 m
- potenza elettrica installata: 4,6 kW
- perigeo: 708 km[1]
- apogeo: 710 km[1]
- inclinazione: 98,22 gradi[1]
- periodo: 98,83 minuti[1]

## In formazione a "treno"
Aura vola seguendo un'orbita eliosincrona,in formazione con A-Train, una costellazione di satelliti artificiali quali: 
- Aqua
- CALIPSO
- CloudSat
- il francese PARASOL

Tutti questi satelliti incrociano l'equatore verso le 13:30.

## Missioni
Aura porta Quattro strumentazioni per lo studio dell'atmosfera:
- HIRDLS — High Resolution Dynamics Limb Sounder —misura la radiazione infrarossa dall'ozono, il vapor acqueo, gli alogenuri alchilici, il metano ed i composti di azoto. È stato sviluppato in collaborazione con l'inglese Natural Environment Research Council. HIRDLS è stato bloccato definitivamente il 17 marzo 2008.
- MLS — Microwave Limb Sounder — misura le emissioni di ozono, cloro ed altre tracce di gas, e chiarisce il ruolo del vapor acqueo nel riscaldamento globale
- OMI — Ozone Monitoring Instrument — utilizza le radiazioni ultraviolette e luminose per produrre mappe giornaliere ad alta definizione. È stato sviluppato in una cooperazione fra l'Istituto Meteorologico Finlandese e l'agenzia Olandese per i Programmi Spaziali.
- TES — Tropospheric Emission Spectrometer — misura l'ozono troposferico in lunghezze d'onda infrarosse, il monossido di carbonio, il metano e gli ossidi di azoto.